# La Cumbre (Spanyolország)
La Cumbre (extremadurai nyelven La Cumbri) egy község Spanyolországban, Cáceres tartományban. La Cumbre Trujillo községgel határos. Lakosainak száma 828 fő (2024).

## Népesség
A település népessége az elmúlt években az alábbi módon változott:
| Lakosok száma | 1152 | 1049 | 1023 | 982  | 974  | 929  | 902  | 848  | 837  | 828  |
|               | 2001 | 2004 | 2006 | 2009 | 2011 | 2014 | 2016 | 2019 | 2021 | 2024 |